# Against All Odds 2008
Against All Odds 2008 è stata la quarta edizione del pay-per-view prodotto dalla Total Nonstop Action Wrestling (TNA). L'evento si è svolto il 10 febbraio 2008 nella BI-LO Center di Greenville in Carolina del Sud.

## Risultati
Tra i match di quest'edizione ci fu una sfida tra "bevitori di birra" e fu quella tra Eric Young e James Storm (tra cui era in corso anche una faida) e per cui nell'anno precedente fu istituito anche il titolo TNA World Beer Drinking Championship.
| # | Risultati | Stipulazioni | Durata |
| - | --- | --- | ------ |
| 1 | A.J. Styles e Tomko hanno sconfitto B.G. James e Bob Armstrong                                                                                     | Tag team match per il titolo TNA World Tag Team Championship (B. G. James aveva sfruttato l'opportunita della valigetta del Feast or Fired)                                                                                             | 07:45  |
| 2 | Traci Brooks ha sconfitto Payton Banks | Single match | 05:07  |
| 3 | Scott Steiner ha sconfitto Petey Williams | Single match dove Scott Steiner metteva in gioco il titolo TNA X Division Championship e Petey Williams l'opportunita della valigetta del Feast or Fired di sfidare il campione in carica del titolo TNA World Heavyweight Championship | 09:24  |
| 4 | Eric Young (c) ha sconfitto James Storm (con Jackie Moore)                                                                                         | Single match per il titolo TNA World Beer Drinking Championship | 07:49  |
| 5 | Awesome Kong (c) (con Raisha Saeed) ha sconfitto ODB                                                                                               | Single match per il titolo TNA Women's Knockout Championship | 06:54  |
| 6 | Abyss ha sconfitto Judas Mesias (con Father James Mitchell)                                                                                        | Barbed wire match | 14:51  |
| 7 | Booker T contro Robert Roode (con Payton Banks) è treminato in double countout                                                                     | Single match | 09:17  |
| 8 | Jay Lethal e The Motor City Machine Guns (Alex Shelley e Chris Sabin) (c) hanno sconfitto Jonny Devine ed il Team 3D (Brother Ray e Brother Devon) | Six-man tag team match per il titolo TNA X Division Championship. | 12:30  |
| 9 | Kurt Angle (con Karen Angle) ha sconfitto Christian Cage                                                                                           | Tag team match per il titolo TNA World Heavyweight Championship con Samoa Joe come enforcer | 20:40  |
|   | | (c) = campione in carica al momento dell'inizio del match |        |